# Каденберге
Каденберге (њем. Cadenberge) општина је у њемачкој савезној држави Доња Саксонија. Једно је од 57 општинских средишта округа Куксхафен. Према процјени из 2010. у општини је живјело 3.377 становника. Посједује регионалну шифру (AGS) 3352009.

## Географски и демографски подаци
Каденберге се налази у савезној држави Доња Саксонија у округу Куксхафен. Општина се налази на надморској висини од 5 m. Површина општине износи 9,4 km². У самом мјесту је, према процјени из 2010. године, живјело 3.377 становника. Просјечна густина становништва износи 361 становника/km².